# Syncordulia venator
Syncordulia venator är en trollsländeart som först beskrevs av Barnard 1933.  Syncordulia venator ingår i släktet Syncordulia och familjen skimmertrollsländor. IUCN kategoriserar arten globalt som sårbar. Inga underarter finns listade i Catalogue of Life.